# La Fureur des Apaches
Ne doit pas être confondu avec Fureur apache.
Pour plus de détails, voir Fiche technique et Distribution.
La Fureur des Apaches (titre original : Apache Rifles) est un film américain réalisé par William H. Witney et sorti en 1964.

## Synopsis
À la fin du XIXe siècle dans l'Arizona, un officier de la cavalerie entreprend de faire régner l'ordre dans le conflit entre les Apaches et les prospecteurs...

## Fiche technique
- Titre original : Apache Rifles
- Réalisation : William H. Witney
- Scénario : Charles B. Smith d'après une histoire de Kenneth Gamet et Richard Schayer
- Directeur de la photographie : Arch R. Dalzell
- Musique : Richard LaSalle
- Production : Grant Whytock
- Genre : Western
- Pays de production :  États-Unis
- Durée : 92 minutes (1 h 32)
- Dates de sortie :
  - États-Unis : 26 novembre 1964 (, Dakota du Nord)
  - Finlande : 12 février 1965
  - Allemagne de l'Ouest : 23 avril 1965
- Affiche : Enzo Nistri (Italie)

## Distribution
- Audie Murphy (VF : Michel Roux) : le capitaine Jeff Stanton
- Linda Lawson (VF : Anne Carrère) : Dawn Gillis
- Michael Dante (VF : Jean-Pierre Duclos) : Red Hawk
- Joseph A. Vitale : Victorio, le père de Red Hawk
- L. Q. Jones (VF : Philippe Dumat) : Mike Greer
- Ken Lynch (VF : Henry Djanik) : Hodges
- Charles Watts (VF : Claude Bertrand) : Crawford Owens
- Robert Brubaker (VF : Lucien Bryonne) : le sergent Cobb
- Eugene Iglesias (VF : Serge Lhorca) : le caporal Ramirez
- John Archer : le colonel Perry
- J. Pat O'Malley : le capitaine Thatcher
- Peter Hansen (VF : Claude Joseph) : le capitaine Green
- Howard Wright (VF : Paul Villé) : Thompson
- Robert Karnes (VF : Jean-François Laley) : George, le shérif
- Hugh Sanders (VF : Louis Arbessier) : le délégué de l'Arizona
- Sydney Smith (VF : Paul Villé) : un général de l'Armée
- S. John Launer (en) : le général Nelson
- Frank Hagney (non crédité) : un citoyen